# 丹巴縣 (交阯)
丹巴縣，明代屬交阯承宣布政使司諒山府。治所約在今越南諒山省祿平縣與海寧省先安縣之間，即在那陽和定立地方。境內有丘皤山。

## 沿革
- 永樂五年六月癸未（1407年7月5日）置，屬諒山府親領[3][4][5]。
- 永樂十三年八月二十三日丁亥（1415年9月25日），以新安縣省入丹巴縣[6]。
- 永樂十七年三月十九日癸亥（1419年4月13日），設丹巴縣儒學[7]。

## 職官
- 龎滷：任交趾丹巴縣縣丞[8]。
- 楊添[9]。